# Lamprologus signatus
Lamprologus signatus là một loài cá thuộc họ Cichlidae. Nó được tìm thấy ở Cộng hòa Dân chủ Congo và Tanzania. Nó sống ở hồ Tanganyika.